# Agulla d'estendre

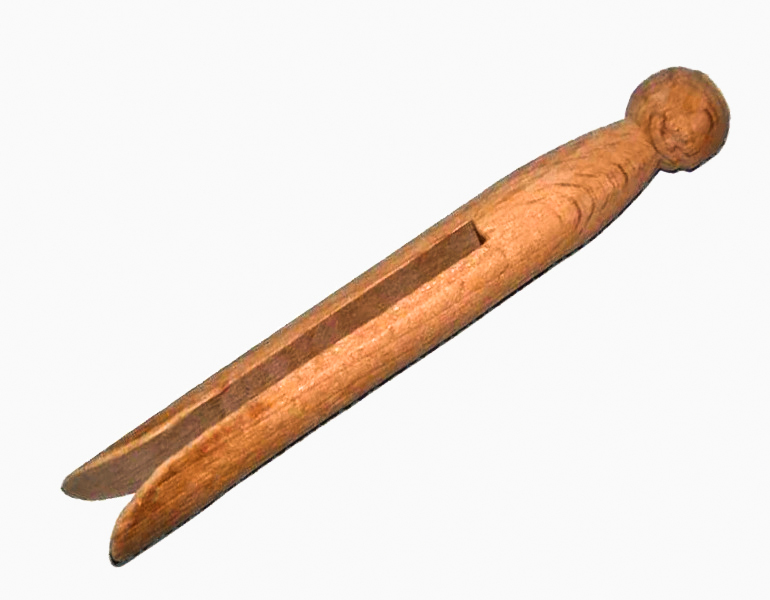
Agulla d'estendre de fusta, d'una sola peça

Una agulla d'estendre (roba), gafa (d'estendre) o encara agafanàs és un objecte utilitzat per a estendre la roba un cop rentada perquè s'eixugui, penjant-la per un fil (anomenat fil d'estendre la roba) o un suport adequat.
Se'n desconeix l'origen, però sovint és atribuïda a una secta religiosa protestant d'Anglaterra que emigrà als Estats Units. Van desenvolupar diverses eines de treball, entre les quals la primera agulla d'estendre, una simple peça de fusta dividida en dos, com una pinça. Ells mai no van patentar llur invenció, però entre 1852 i 1887 l'oficina de patents americana va acreditar 146 versions de l'agulla d'estendre.
Hi ha diferents menes d'agulles d'estendre, fets de diferents materials, generalment de fusta o de plàstic.

## Disseny

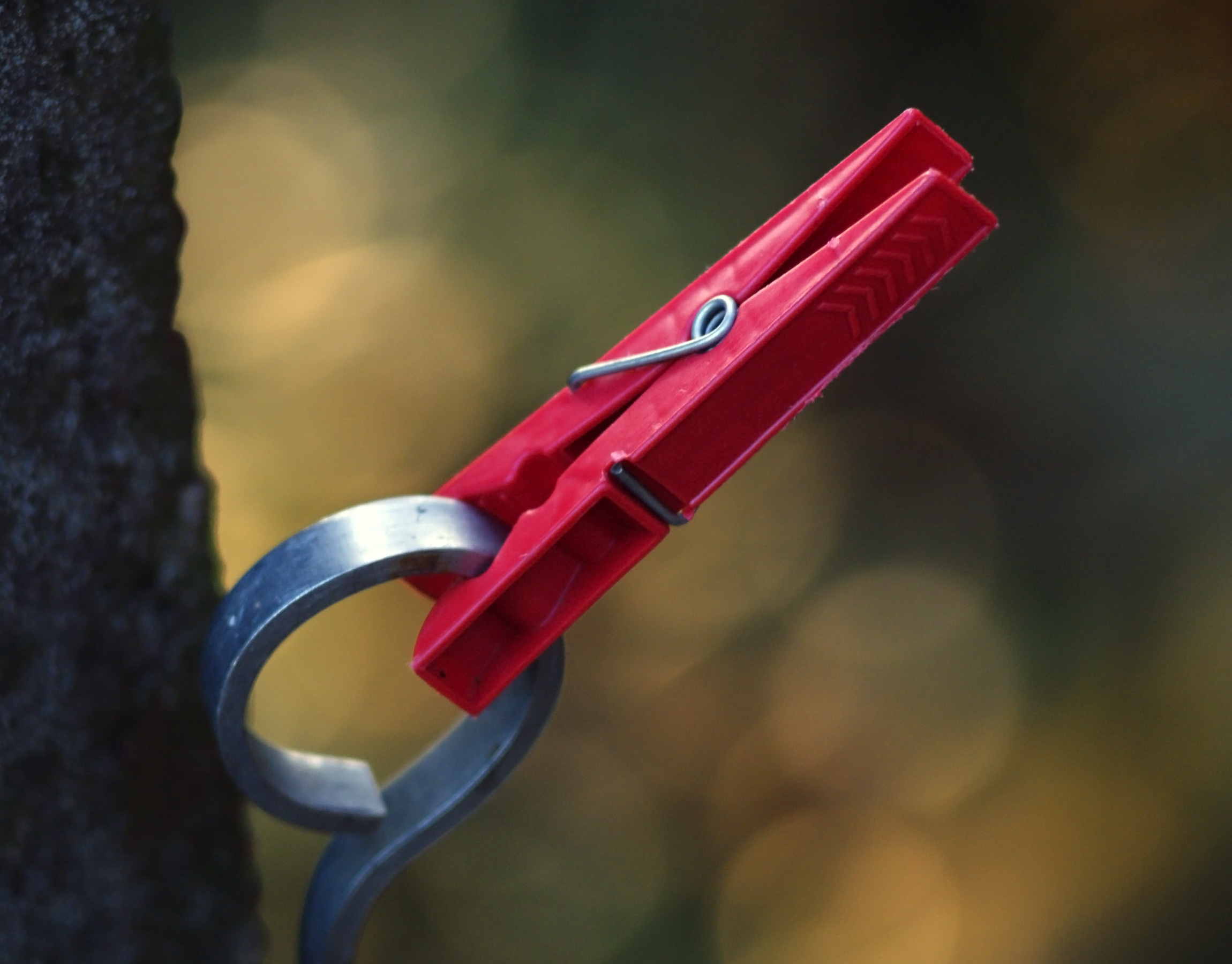
Agulla d'estendre de plàstic de dues peces, amb molla de metall

Avui en dia, d'agulles d'estendre roba se'n fabriquen de molt econòmiques, fetes de dues peces de plàstic o de fusta interconnectades, entre les quals sovint es col·loca un petit ressort (molla) prop de la part central. Aquest model va ser inventat el 1853 per David M. Smith a Springfield (Vermont, EUA).
- Acció d'alliberament: Mitjançant un mecanisme de doble palanca, s'aconsegueix que quan, pressionant amb els dits (contra l'acció de la molla), es fan tocar (l'un amb l'altre) els dos caps de secció triangular de la pinça, els extrems contraris (amb forma de mordassa) se separen, alliberant el que estiguin mossegant.

- Posició de repòs: En el moment que es deixa de pressionar aquestes puntes, els extrems contraris (per acció del ressort) es tanquen passant al seu estat de repòs, fent la força necessària per a garantir la pressió del teixit sobre el fil de suport.